# Nymphon biformidens
Nymphon biformidens is een zeespin uit de familie Nymphonidae. De soort behoort tot het geslacht Nymphon. Nymphon biformidens werd in 1974 voor het eerst wetenschappelijk beschreven door Stock. 